# Eva Hahn
Eva Hahn, cz. Eva Hahnová, do 1993 Eva Schmidt-Hartmann (ur. w 1946 w Pradze) – niemiecko-czeska historyk, od 1968 w Niemczech (wtedy Republika Federalna Niemiec); absolwentka London School of Economics (1981). W latach 1981–1999 była pracownikiem naukowym Collegium Carolinum w Monachium, skąd - jak twierdzi - została zwolniona za krytyczny artykuł. Poparło ją wtedy wielu naukowców. Jej mężem jest Hans Henning Hahn, z którym publikuje na temat wysiedleń Niemców po II wojnie światowej, głównie Niemców sudeckich.

## Publikacje Hahn & Hahn
- Eva Hahn, Hans-Henning Hahn: Flucht und Vertreibung, in Etienne François, Hagen Schulze (Hrsg.): Deutsche Erinnerungsorte 1, C.H. Beck, Monachium 2001, S. 335–351.
- Eva Hahn. Hans-Henning Hahn: Sudetoněmecká vzpomínání a zapomínání, Votobia, Praga 2002, ISBN 80-7220-117-4[3].
- Eva Hahn, Hans Henning Hahn: Die Vertreibung im deutschen Erinnern. Legenden, Mythos, Geschichte. Schöningh, Paderborn 2010, ISBN 978-3-506-77044-8.